# Побрегово
Побрегово (изписване до 1945 година: Побрѣгово; на македонска литературна норма: Побрегово) е бивше село в Северна Македония.

## География
Селото е било разположено в областта Търновата, на територията на Община Богданци, на няколко километра южно от Богданци в посока Стояково.

## История
В XIX век Побрегово е турско село в Гевгелийска каза на Османската империя. Според статистиката на Васил Кънчов („Македония. Етнография и статистика“) от 1900 година Побрѣгово има 215 жители турци.
След Междусъюзническата война в 1913 година селото попада в Сърбия. Според Димитър Гаджанов в 1916 година в Робрегово живеят 80 турци и 14 българи.